# Odontites discolor
Odontites discolor är en snyltrotsväxtart. Odontites discolor ingår i släktet rödtoppor, och familjen snyltrotsväxter.

## Underarter
Arten delas in i följande underarter:
- O. d. ciliatus
- O. d. discolor